# Handebol nos Jogos Olímpicos de Verão da Juventude de 2014
O andebol nos Jogos Olímpicos de Verão da Juventude de 2014 teve lugar entre 20 e 25 de Agosto no Centro de Desportos de Jiangning em Nanquim, China.

## Qualificação
Cada sexo terá a participação de seis equipas. Só pode haver uma equipa de cada género por cada Comité Olímpico Nacional, com um máximo de 14 atletas. Os anfitriões, China, tiveram a hipótese de escolher participar com uma equipa de rapazes ou de raparigas, enquanto as restantes vagas foram decididas pelos torneios de qualificação continentais.
A China optou por uma equipa feminina, pelo que a vaga masculina foi para o continente melhor colocado nos Mundiais Jovens de Andebol de 2013 - a Europa. Além disso, a Oceânia não organizou nenhum evento de qualificação, pelo que as suas vagas em ambos os sexos foram redistribuídas.
Para poder participar nas Olimpíadas da Juventude, os atletas devem ter nascido entre 1 de Janeiro de 1996 e 31 de Dezembro de 1998. Além disso, todos os CON deviam ocupar os 40 primeiros lugares do ranking sénior a 1 de Janeiro de 2014, ou terminar na frente de uma equipa nos 20 primeiros durante o torneio de qualificação continental.

### Rapazes
| Evento                                       | Local        | Data                      | Total de vagas | Qualificados  | Grupo |
| -------------------------------------------- | ------------ | ------------------------- | -------------- | ------------- | ----- |
| Anfitriões                                   | -            | -                         | 0              | CHN China     |       |
| Festival Jovem Olímpico Europeu de 2013      | Utrecht      | 14 a 19 de Julho de 2013  | 2              | SLO Eslovênia | B     |
| Festival Jovem Olímpico Europeu de 2013      | Utrecht      | 14 a 19 de Julho de 2013  | 2              | NOR Noruega   | A     |
| Jogos Asiáticos da Juventude de 2013         | Nanquim      | 16 a 24 de Agosto de 2013 | 1              | QAT Catar     | B     |
| Campeonato das Nações Jovem Africano de 2014 | Nairobi      | 15 a 21 de Março de 2014  | 2              | EGY Egito     | A     |
| Campeonato das Nações Jovem Africano de 2014 | Nairobi      | 15 a 21 de Março de 2014  | 2              | TUN Tunísia   | B     |
| Campeonato Jovem Pan-Americano de 2014       | Buenos Aires | 1 a 5 de Abril de 2014    | 1              | BRA Brasil    | A     |
| Evento de Qualificação da Oceânia            | -            | Cancelado                 | 0              |               |       |
| TOTAL                                        |              |                           | 6              |               |       |

### Raparigas
| Evento                                       | Local         | Data                      | Total de vagas | Qualificados      | Grupo |
| -------------------------------------------- | ------------- | ------------------------- | -------------- | ----------------- | ----- |
| Anfitriões                                   | -             | -                         | 1              | CHN China         | B     |
| Festival Jovem Olímpico Europeu de 2013      | Gdańsk/Gdynia | 15 a 25 de Agosto de 2013 | 2              | RUS Rússia        | B     |
| Festival Jovem Olímpico Europeu de 2013      | Gdańsk/Gdynia | 15 a 25 de Agosto de 2013 | 2              | SWE Suécia        | A     |
| Jogos Asiáticos da Juventude de 2013         | Nanquim       | 16 a 24 de Agosto de 2013 | 1              | KOR Coreia do Sul | A     |
| Campeonato das Nações Jovem Africano de 2014 | Oyo           | 22 a 31 de Agosto de 2013 | 1              | ANG Angola        | A     |
| Campeonato Jovem Pan-Americano de 2014       | Fortaleza     | 20 a 28 de Abril de 2014  | 1              | BRA Brasil        | B     |
| Evento de Qualificação da Oceânia            | -             | Cancelado                 | 0              |                   |       |
| TOTAL                                        |               |                           | 6              |                   |       |

## Calendarização
O calendário foi publicado pelo Comité Organizador dos Jogos Olímpicos da Juventude de Nanquim.
Todos os horários são pela hora padrão chinesa  (UTC+8).
| Data         | Dia da semana | Hora de início | Detalhes                              |
| ------------ | ------------- | -------------- | ------------------------------------- |
| 20 de Agosto | 4ª Feira      | 14:00 16:00    | Fase de grupos (Raparigas)            |
| 20 de Agosto | 4ª Feira      | 18:00 20:00    | Fase de grupos (Rapazes)              |
| 21 de Agosto | 5ª Feira      | 14:00 16:00    | Fase de grupos (Raparigas)            |
| 21 de Agosto | 5ª Feira      | 18:00 20:00    | Fase de grupos (Rapazes)              |
| 22 de Agosto | 6ª Feira      | 14:00 16:00    | Fase de grupos (Raparigas)            |
| 22 de Agosto | 6ª Feira      | 18:00 20:00    | Fase de grupos (Rapazes)              |
| 24 de Agosto | Domingo       | 09:00          | Jogo 5º-6º lugares (1ª Mão Raparigas) |
| 24 de Agosto | Domingo       | 11:00          | Jogo 5º-6º lugares (1ª Mão Rapazes)   |
| 24 de Agosto | Domingo       | 13:00 15:30    | Meias-finais (Raparigas)              |
| 24 de Agosto | Domingo       | 18:00 20:30    | Meias-finais (Rapazes)                |
| 25 de Agosto | 2ª Feira      | 09:00          | Jogo 5º-6º lugares (2ª Mão Raparigas) |
| 25 de Agosto | 2ª Feira      | 11:00          | Jogo 5º-6º lugares (2ª Mão Rapazes)   |
| 25 de Agosto | 2ª Feira      | 13:00          | Jogo da Medalha de Bronze (Raparigas) |
| 25 de Agosto | 2ª Feira      | 15:30          | Jogo da Medalha de Bronze (Rapazes)   |
| 25 de Agosto | 2ª Feira      | 18:00          | Jogo da Medalha de Ouro (Raparigas)   |
| 25 de Agosto | 2ª Feira      | 20:30          | Jogo da Medalha de Ouro (Rapazes)     |

## Sumário de medalhas

### Tabela de medalhas
| Ordem | País              | Medalha de ouro | Medalha de prata | Medalha de bronze |   | Ordem por total |
| ----- | ----------------- | --------------- | ---------------- | ----------------- | - | --------------- |
| 1     | KOR Coreia do Sul | 1               |                  |                   | 1 | 1               |
| 1     | SLO Eslovênia     | 1               |                  |                   | 1 | 1               |
| 3     | EGY Egito         |                 | 1                |                   | 1 | 1               |
| 3     | RUS Rússia        |                 | 1                |                   | 1 | 1               |
| 5     | NOR Noruega       |                 |                  | 1                 | 1 | 1               |
| 5     | SWE Suécia        |                 |                  | 1                 | 1 | 1               |
| TOTAL | TOTAL             | 2               | 2                | 2                 | 6 |                 |

### Eventos
| Evento                     | Ouro              | Prata      | Bronze      |
| -------------------------- | ----------------- | ---------- | ----------- |
| Torneio masculino detalhes | SLO Eslovênia     | EGY Egito  | NOR Noruega |
| Torneio feminino detalhes  | KOR Coreia do Sul | RUS Rússia | SWE Suécia  |